# تکن (بازی ویدئویی)
تِکن یا تِیکن، (به ژاپنی: 鉄拳، به انگلیسی: Tekken) یک بازی ویدئویی در سبک مبارزه‌ای است که نام اولین قسمت در مجموعه بازی‌های تکن می‌باشد. این بازی توسط شرکت نامکو ساخته و منتشر شده‌است. تکن برای اولین بار در دسامبر ۱۹۹۴ بر روی آرکید نامکو سیستم ۱۱ و در مارس ۱۹۹۵ در ژاپن، و نوامبر ۱۹۹۵ در آمریکا و اروپا برای کنسول پلی‌استیشن منتشر شد. این بازی همچنین در سال ۲۰۰۵ یکبار دیگر در قسمتی از حالت اضافه‌ای با نام «تاریخ آرکید» در نسخه تکن ۵، برای کنسول پلی‌استیشن ۲ در دسترس قرار گرفت.
مجموعه تکن دارای هشت قسمت دنباله‌دار می‌باشد: تکن ۲، تکن ۳، تکن تگ تورنومنت، تکن ۴، تکن ۵، یک ارتقای مجدد نسخهٔ پنجم با نام تکن ۵: رستاخیز تاریک، تکن ۶ که قرار بود در سال ۲۰۰۸ بر روی کنسول پلی‌استیشن ۳ عرضه شود که نامکو از این کار صرفه نظر کرد و یک نسخه ارتقاء شده از تکن ۶ با نام تکن ۶: شورش در مسیر خون را در پاییز سال ۲۰۰۹ بر روی پلی‌استیشن ۳ و برای اولین بار برای کنسول ایکس‌باکس ۳۶۰ عرضه کرد. نسخه کنسولی شماره دوم از سری تگ تورنومنت نیز در سپتامبر ۲۰۱۲ برای کنسول پلی‌استیشن ۳ و ایکس‌باکس ۳۶۰ منتشر شده‌است. تکن ۷ که در سال ۲۰۱۵ بر روی آرکید، و سال ۲۰۱۷ برای پلت‌فرم‌های پلی‌استیشن ۴، ایکس‌باکس وان و مایکروسافت ویندوز در دسترس قرار گرفت. آخرین نسخه از بازی یعنی تکن ۸ در ژانویه ۲۰۲۴ برای پلی‌استیشن ۵، ایکس‌باکس سری اکس/اس، و مایکروسافت ویندوز از طریق استیم عرضه شد.
سری تکن همچنین شامل تکن ادونس (نسخهٔ جی‌بی‌ای تکن ۳)، که در سال ۲۰۰۱ برای کنسول بازی دستی گیم بوی ادونس منتشر شده بود. نسخهٔ ارتقا داده شدهٔ تکن ۵ با نام رستاخیز تاریک نیز در ژاپن و آمریکا در تابستان ۲۰۰۶ برای پلی‌استیشن همراه منتشر شده‌است. تکن رولوشن هم در ژوئن ۲۰۱۱ از طریق شبکه پلی‌استیشن برای دارندگان این کنسول در دسترس است.

## روند بازی
تیکن یکی از اولین بازی‌های سه‌بعدی مبارزه‌ای بود که با بکارگیری سبک و عقاید بازی‌های دیگری همچون ورچوئا فایتر شرکت سگا ساخته شد. مانند بازی‌های مبارزه‌ای دیگر، بازیکن یک شخصیت را انتخاب کرده و یک جنگ تن به تن با حریف خود انجام خواهد داد. در حالت استاندارد دو راند برای هر مبارزه وجود دارد. هرچند، بازیکن می‌تواند تعداد راندها را از یک تا پنج به دلخواه انتخاب کند و همچنین اختیار محدودیت زمان در هر راند را هم دارد. اگر بازیکن برنده، تمام جون خود را تا انتهای مبارزه بدون اینکه وقت تمام شود نگه دارد، صدایی به گوش می‌رسد که می‌گوید: "!Perfect" اگر بازیکن برنده خود نیز نزدیک به شکست خوردن باشد صدایی به گوش می‌رسد که می‌گوید: "!Great". به ندرت در بعضی مواقع امکان دارد هر دو بازیکن هم‌زمان ضربه فنی شوند که صدایی به گوش می‌رسد که می‌گوید: ".Double K.O" اگر زمان مشخص برای هر راند به اتمام برسد، آن بازیکنی که جون بیشتری دارد به عنوان برنده انتخاب می‌شود. بیشتر اوقات وقتی بازیکنی برنده می‌شود صدای به گوش رسیده ".K.O" است.

## داستان
هیهاچی میشیما، مالک قدرتمند و ظالم میشیما زایباتسو، ناقوس مسابقات قهرمانی مشت‌آهنین را به صدا درآورد، یک مسابقهٔ مبارزه‌ای همراه با جایزهٔ هزار میلیون دلاری. در این تورنومنت هشت مبارز با هم به رقابت می‌پردازند و یکی از آن‌ها قهرمان شکست‌ناپذیر جهان که فقط برای انتقام گرفتن از هیهاچی وارده این مسابقات شده بود و جایزه برای او اهمیتی نداشت.
نام این مرد کازویا میشیما، پسر هیهاچی بود. هنگامی که کازویا تنها پنج سال داشت، پدرش او را از صخره‌ای به پایین انداخت تا ببیند آیا کازویا واقعاً پسر او هست یا نه (این بستگی به توانایی کازویا داشت که آیا از افتادن جان سالم به در می‌برد و از صخره بالا می‌آمد یا خیر). در حقیقت کازویا جان سالم به در برد، اما یک زخم عمیق بر روی سینهٔ او پدیدار شده بود که به آرامی جان او را می‌گرفت. شیطان جلوی کازویا پدیدار شد، و به او پیشنهاد فرصتی داد تا در ازای گرفتن روح او، قدرت خود را بازپس گرفته و انتقام خود را از هیهاچی بگیرد. کازویا پر از خشم و نفرت، این پیشنهاد را قبول کرد.
تورنومنت قهرمانی مشت‌آهنین بیست و یک سال بعد از این ماجرا آغاز شد، و هم‌اکنون کازویا تبدیل به یک قهرمان شکست ناپذیر شده بود، (تنها چیزی که رکوردهای او را بدنام کرده بود، مساوی کردن با پال فینکس، مبارزی سرسخت با آرزوی قهرمانی در این مسابقات و شکست دادن کازویا بود) کازویا وارده تورنومنت شد، و در آخر خود را به فینال رساند جایی که هیهاچی در انتظارش بود.
کازویا و هیهاچی در بالای همان صخره‌ای که پدرش او را به پایین انداخته بود به مبازره پرداختند، یک مبارزهٔ سخت و خونین که یک ساعت به طول انجامید تا اینکه کازویا، دارای نیرویی که شیطان به او داده بود، بر هیهاچی غلبه کرد و با ضربه‌ای او را گیج و سردرگم کرد. کازویا بدن شکستهٔ پدرش را بلند و از صخره به پایین پرتاب کرد. از پیروزی خود لبخندی بر لبانش چیره شد، اکنون کازویا مالک جدید میشیما زایباتسو بود.

## شخصیت‌ها

هشت کاراکتر آغازین تکن

یوشیمیتسو

نینا ویلیامز

نسخه اولیه تکن بر روی آرکید به‌طور پیش‌فرض دارای ۸ شخصیت بود، که هر کدام از این شخصیت‌ها (پال فینکس، جک، کازویا میشیما، کینگ، نینا ویلیامز، مارشال لا، میشل چانگ و یوشیمیتسو) دارای یک جایگزین غول آخر بود که در مبارزه هشتم با او به مقابله می‌پردازد. شخصیت‌های جایگزین غول آخر (آنا ویلیامز، آرمور کینگ، دویل کازویا، گانریو، هیهاچی میشیما، کوما ۱، کونیمیتسو، لی چائولان، پروتوتایپ جک و ونگ جینری) در زمینه فنون مبارزه مشابه هستند، به معنای دیگر آن‌ها دارای فنون مبارزه مشترکی با شخصیت‌های اصلی، همراه با چندین حرکت منحصر به فرد می‌باشند. هیهاچی میشیما به عنوان غول آخر و شخصیت منفی اصلی داستان در بازی حضور دارد و بازیکن برای بازکردن او نیاز به اتمام موده آرکید با شخصیت دلخواه بدون استفاده از کلید ادامه یا «Continue» دارد. شخصیت‌های بازشدنی فقط در نسخه کنسولی تکن قابل انتخاب بودند و در نسخه آرکید تمام شخصیت‌های بازشدنی به همراه هیهاچی میشیما غیرقابل انتخاب بودند. هشت شخصیت آغازین این سری عبارتند از:
- پال فینکس
- جک
- کازویا میشیما
- کینگ
- نینا ویلیامز
- مارشال لا
- میشل چان
- یوشیمیتسو

### شخصیت‌های بازشدنی
- آرمور کینگ (بازشدنی در نسخه کنسول، انتخاب‌نشدنی در آرکید)
- آنا ویلیامز (بازشدنی در نسخه کنسول، انتخاب‌نشدنی در آرکید)
- پروتوتایپ جک (بازشدنی در نسخه کنسول، انتخاب‌نشدنی در آرکید)
- لی چائولان (بازشدنی در نسخه کنسول، انتخاب‌نشدنی در آرکید)
- کوما (بازشدنی در نسخه کنسول، انتخاب‌نشدنی در آرکید)
- کونیمیتسو (بازشدنی در نسخه کنسول، انتخاب‌نشدنی در آرکید)
- گانریو (بازشدنی در نسخه کنسول، انتخاب‌نشدنی در آرکید)
- ونگ جینری (بازشدنی در نسخه کنسول، انتخاب‌نشدنی در آرکید)
- هیهاچی میشیما (غول آخر بازشدنی در نسخه کنسول، غول آخر غیرقابل انتخاب در آرکید)
- دویل (بازشدنی در نسخه کنسول)

بازیکن برای بازنمودن شخصیت دویل نیاز به تمام کردن هر هشت مرحلهٔ گالاگا دارد. بعد از موفقیت در تمام کردن همهٔ مراحل گالاگا، بر روی کازویا در موده آرکید رفته و او با زدن استارت انتخاب می‌شود.

## بازتاب‌ها
| گردآورنده  | امتیاز |
| ---------- | ------ |
| گیم‌رنکینگز | ۷۵٪    |

| ناشر         | امتیاز |
| ------------ | ------ |
| اج           | ۹/۱۰   |
| فامیتسو      | ۳۸/۴۰  |
| گیم اینفورمر | ۹/۱۰   |
| آی‌جی‌ان       | ۷٫۵/۱۰ |

در مورد تکن نقدهای مثبت زیادی شد، منتقدان ادعا کردند که این شروع بسیار خوبی برای مجموعه تکن است. موفقیت و پرطرفدار بودن این بازی سبب ساخته شدن هفت دنباله دیگر از این مجموعه شد. تکن طرفداران زیادی در بین اجتماع رزمی کاران دارد به خاطر اینکه حرکات شخصیت‌ها شباهت بسیار زیادی به حرکات واقعی رزمی دارند. وبگاه آی‌جی‌ان نیز به این بازی نمره ۷٫۵/۱۰ را اختصاص داده‌است.
تکن اولین بازی پلی‌استیشنی بود که بیش از ۱ میلیون نسخه به فروش رساند.